# Mallacoota
Mallacoota ist ein australischer Küstenort im Bundesstaat Victoria nahe der Grenze zum Bundesstaat New South Wales, er gehört zum lokalen Verwaltungsgebiet (LGA) East Gippsland Shire. Landseitig umgibt den Ort der Croajingolong-Nationalpark.

## Geschichte
Vorgeschichtlich war das Gebiet Territorium der Bidawal, eines Volksstammes der Aborigines. Die ersten neuzeitlichen Besiedlungen datieren um 1830; 1854 wurde ein kleiner Leuchtturm bei Gabo Island in Holzbauweise errichtet. 1862 wurde der bis heute existierende steinerne Leuchtturm fertiggestellt. Mit dem Beginn des kommerziellen Fischfangs um 1880 hielt auch der Tourismus im Ort Einzug.
Während der Buschfeuer 2019/20 wurden am 30. Dezember 2019 ungefähr 4000 teilweise hierher geflüchtete Menschen von an die Küste vorrückenden Buschfeuern am Strand eingeschlossen. Ein Docklandungsschiff der Royal Australian Navy, die Choules, fuhr am 3. Januar 2020 zu diesem Strandabschnitt und evakuierte etwa 900 Menschen. Ein Patrouillenboot namens 'MV Sycamore' evakuierte 57 weitere Menschen.

## Wirtschaft
Die heute wichtigsten Wirtschaftszweige sind der Tourismus und die Abalone (auch Seeohren oder Irismuscheln genannt) Industrie.